# 1975
1975 (MCMLXXV) a fost un an obișnuit al calendarului gregorian, care a început într-o zi de miercuri. A fost desemnat:
- Anul Internațional al Femeii de către ONU.

## Evenimente

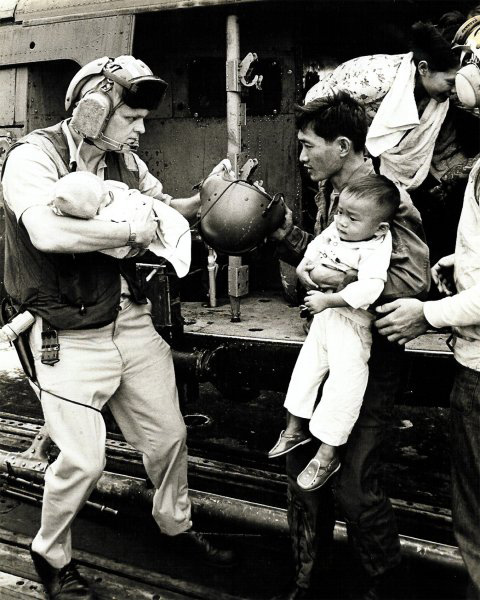
aprilie: 1373 de cetățeni americani și 5.595 de sud-vietnamezi sunt evacuați din Saigon.

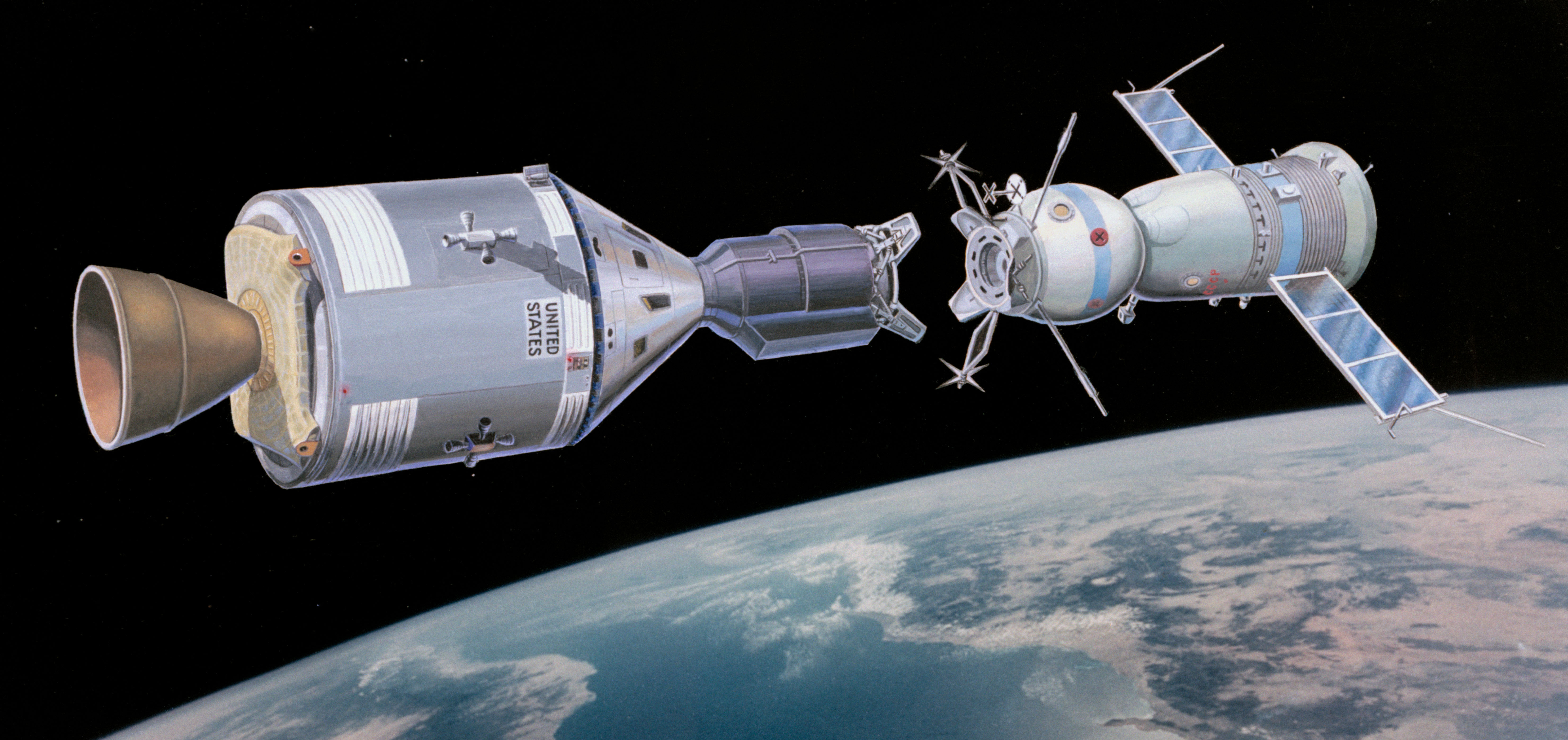
17 iulie: Echipajul american Apollo s-a lipit în spațiu cu echipajul rus Soiuz. Cele două echipaje, formate din trei piloți americani și doi ruși, au stat unite 44 ore, marcând astfel prima legătură între nave spațiale aparținând celor două națiuni.

### Ianuarie
- 17 ianuarie: La prima reuniune a Congresului Național a Poporului din China în zece ani, Zhou Enlai a fost reales în funcția de prim-ministru și Deng Xiaoping, care a fost în dizgrația Partidului Comunist timp de opt ani, a fost ales ca vicepremier și vicepreședinte al partidului. O nouă Constituție pentru Republica Populară a fost promulgată în aceeași zi.
- 19 ianuarie: Comisia pentru Reglementare Nucleară (NRC). Agenție înființată în Rockville, Maryland, Statele Unite, care supraveghează și controlează folosirea în scopuri civile a energiei nucleare (înlocuiește Comisia pentru Energie Atomică din Statele Unite).

### Februarie
- 11 februarie: Margaret Thatcher îl învinge pe Edward Heath în lupta pentru conducerea Partidului Conservator. Thatcher, la 49 de ani, devine prima femeie britanică lider al unui partid politic.

### Martie
- 4 martie: Charlie Chaplin este înnobilat de Regina Elisabeta a II-a a Marii Britanii.
- 25 martie: Regele Faisal al Arabiei Saudite este împușcat mortal de unul din nepoții săi. Ucigașul va fi decapitat la 18 iunie. Regele Faisal este succedat de Regele Khalid.

### Aprilie
- 3 aprilie: Bobby Fischer refuză să joace șah împotriva lui Anatoli Karpov, titlul ajungând la acesta din urmă.
- 4 aprilie: Bill Gates și Paul Allen au fondat compania Microsoft în Albuquerque, New Mexico.
- 13 aprilie: Izbucnirea războiului civil în Liban (1975-1991). Conflict rezultat din tensiunile între populațiile libaneze creștine și musulmane, exacerbat după 1970 de prezența în Liban a luptătorilor OEP (Organizația pentru Eliberarea Palestinei).
- 17 aprilie: Pol Pot proclamă Cambodgia „Republica Democratică Kampuchea" și devine prim-ministru (1975–1979).
- 30 aprilie: Eliberarea totală a Vietnamului ("Ziua Victoriei").

### Mai
- 3 mai: Nadia Comăneci, în vârstă de 13 ani, devine campioană mondială absolută a Europei la gimnastică și campioană continentală la sărituri, paralele și bârnă.
- 16 mai: India anexează Sikkim.
- 16 mai: Alpinista niponă Junko Tabei a devenit prima femeie din lume care a urcat pe Everest.
- 29 mai: Gustáv Husák devine președinte al Republicii Socialiste Cehoslovacia (până în 1989).

### Iunie
- 5 iunie: După prima dată de la războiul de șase zile se redeschide traficului internațional pe Canalul Suez, iar Egiptul preia controlul asupra celor două maluri.
- 25 iunie: Președintele Indiei, Fakhruddin Ali Ahmed, la sfatul prim-ministrului Indira Gandhi, a semnat o proclamație pentru o stare de urgență, suspendând libertățile civile și alegerile. Drepturile civile vor rămâne suspendate în "cea mai mare democrație din lume" până 18 ianuarie 1977, atunci când s-a permis să aibă loc noi alegeri.
- 25 iunie: Mozambic își câștigă independența față de Portugalia.

30 octombrie: Prințul Juan Carlos devine rege al Spaniei.

### Iulie
- 6 iulie: Comore își declară independența față de Franța.
- 17 iulie: Echipajul american Apollo s-a cuplat în spațiu cu echipajul rus Soiuz. Cele două echipaje, formate din trei piloți americani și doi ruși, au stat unite 44 ore, marcând astfel prima legătură între nave spațiale aparținând celor două națiuni.
- 30 iulie:  La Detroit se raportează dispariția fostului președinte al sindicatelor, Jimmy Hoffa.

### August
- 1 august: Acordul de la Helsinki (Actul final). Acord internațional semnat cu scopul de a slăbi tensiunile dintre URSS și țările vest-europene, pentru a asigura un status-quo în Europa după cel de-al doilea RM.
- 3 august: S-a încheiat vizita oficială de două zile, efectuată în România, a președintelui american Gerald Ford.

### Septembrie
- 16 septembrie: Papua Noua Guinee își câștigă independența față de Australia.
- 22 septembrie: La San Francisco a avut loc a doua încercare de asasinare a președintelui Gerald Ford.

### Octombrie
- 30 octombrie: Prințul Juan Carlos devine rege al Spaniei.

### Noiembrie
- 11 noiembrie: Angola devine independentă față de Portugalia.
- 20 noiembrie: Moare Francisco Franco, șeful statului spaniol. După moartea acestuia, ia sfârșit dictatura care a început la 1 aprilie 1939 și se restaurează monarhia, conform dorinței lui.
- 22 noiembrie: Juan Carlos este declarat rege al Spaniei după moartea dictatorului Francisco Franco.

### Decembrie
- 25 decembrie: Trupa de heavy metal, Iron Maiden, este fondată de Steve Harris la Londra, Regatul Unit al Marii Britanii și Irlandei de Nord.

### Nedatate
- ADA. Limbaj de programare de nivel înalt, dezvoltat de Departamentul de Apărare al SUA. A fost standardizat în 1983.
- Agenția Spațială Europeană (ASE), cu sediul central la Paris, Franța.
- Este indentificată boala Lyme, boală infecțioasă transmisă prin căpușe, denumită după localitatea Old Lyme, Conneticut, SUA.

## Arte, științe, literatură și filozofie
- 17 ianuarie: Bob Dylan lansează Blood on the Tracks, considerat unul dintre cele mai bune albume ale lui.
- Eugen Cristea debutează în Cenaclul Flacăra.
- Constantin Noica publică Eminescu sau Gânduri despre omul deplin al culturii românești.
- Marin Preda publică Delirul.

## Nașteri

### Ianuarie

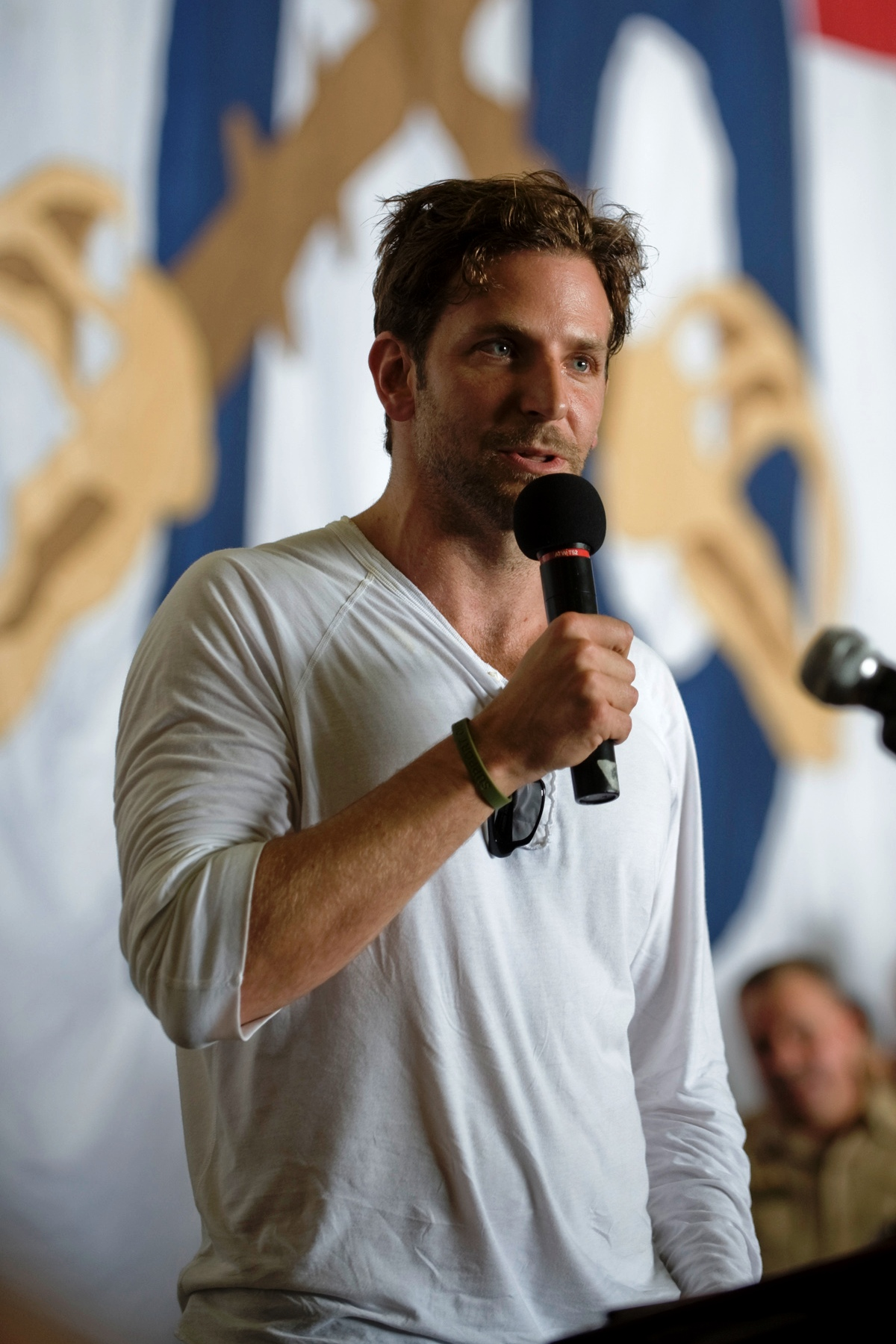
Bradley Cooper, actor american
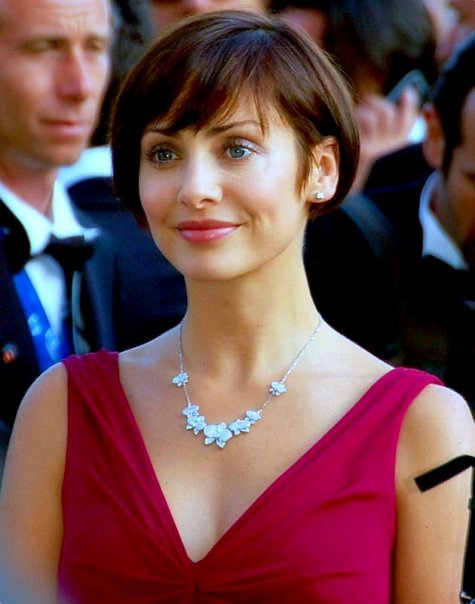
Natalie Imbruglia, cântăreață de origine australiană
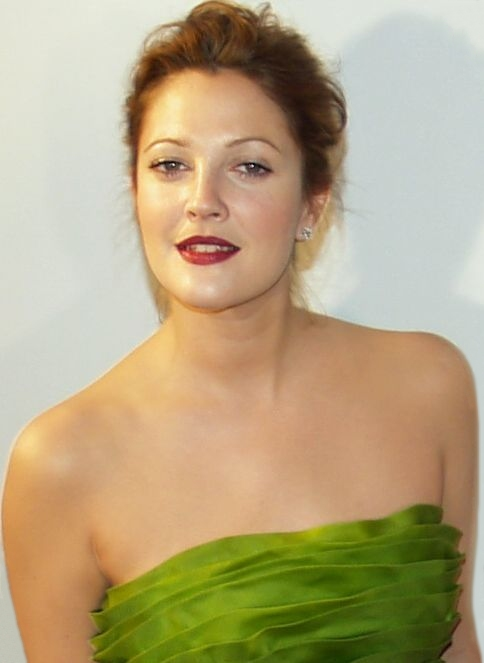
Drew Barrymore, actriță americană
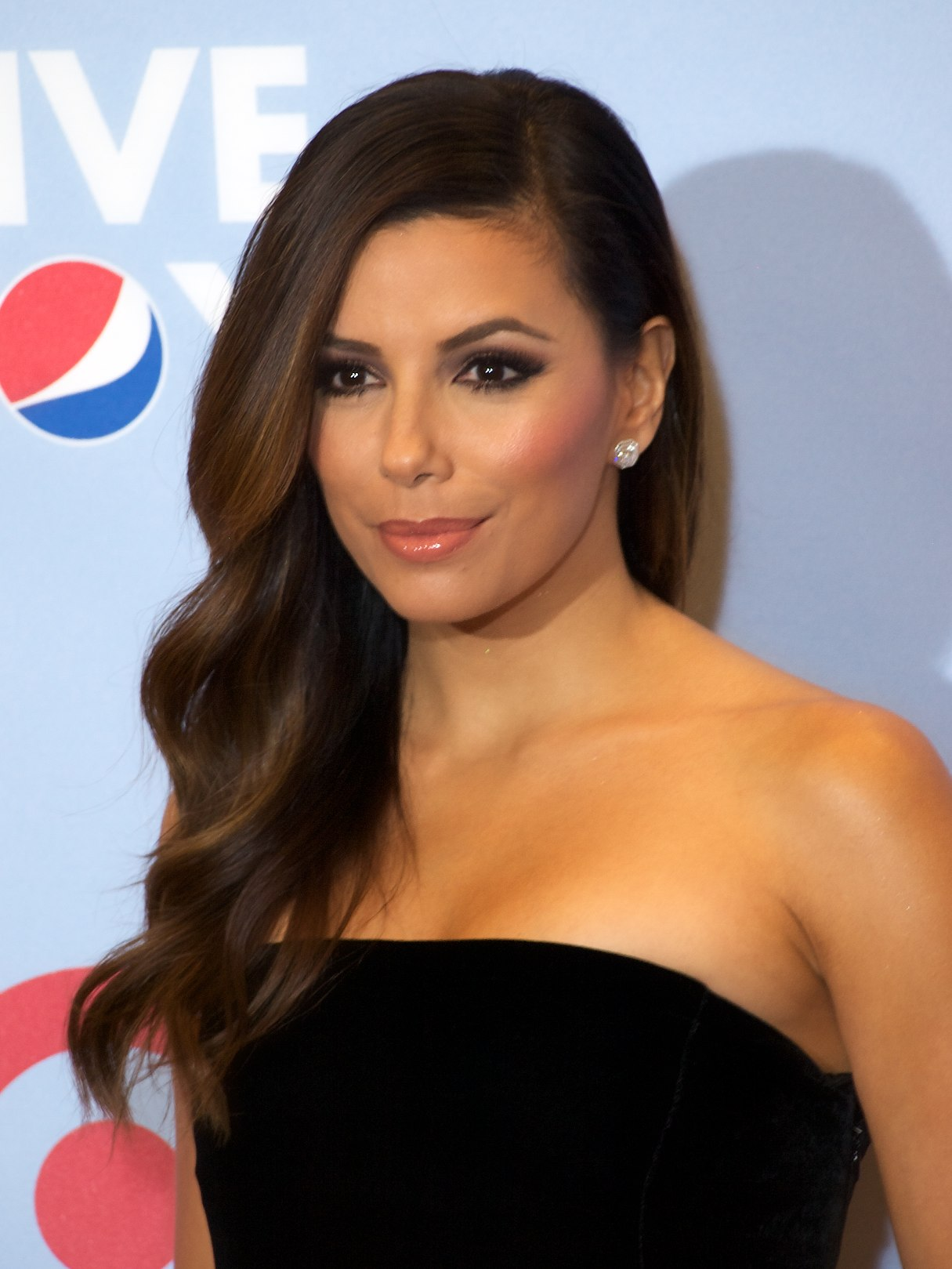
Eva Longoria, actriță americană

- 1 ianuarie: Dan Condrea, om de afaceri român, manager (Hexi Pharma), (d. 2016)
- 2 ianuarie: Ionel Daniel Butunoi, politician român
- 2 ianuarie: Olexandr Șovkovski, fotbalist ucrainean (portar)
- 2 ianuarie: Robert Westerholt, muzician neerlandez
- 3 ianuarie: Roxana Scarlat, floretistă română
- 3 ianuarie: Robert Schultzberg, muzician elvețian
- 3 ianuarie: Jakob Vestergaard, antrenor de handbal, danez
- 5 ianuarie: Bradley Cooper, actor american de film
- 7 ianuarie: Bogdan Andone (Bogdan Ioan Andone), fotbalist român (atacant)
- 7 ianuarie: Piia-Noora Kauppi, politiciană finlandeză
- 7 ianuarie: Oleg Șișchin, fotbalist din R. Moldova
- 8 ianuarie: Sergiu Coropceanu, politician din R. Moldova
- 9 ianuarie: Xavier Méride, fotbalist francez
- 11 ianuarie: Matteo Renzi, politician italian
- 13 ianuarie: Blasphemer (n. Rune Eriksen), chitarist norvegian
- 13 ianuarie: Daniel Kehlmann, scriitor german
- 14 ianuarie: Dragoș Tudorache, politician român
- 15 ianuarie: Mario Bugeanu, fotbalist român (d. 1999)
- 16 ianuarie: Aruna (Aruna Abrams), cântăreață americană
- 16 ianuarie: Ayça Bingöl, actriță turcă
- 20 ianuarie: Monique, actriță porno americană
- 21 ianuarie: Yuji Ide, pilot japonez de Formula 1
- 21 ianuarie: Florin Șerban, regizor de film, român
- 23 ianuarie: Gheorghe Rohat, fotbalist român
- 25 ianuarie: Mia Kirshner, actriță canadiană
- 27 ianuarie: Claudio Gioè, actor italian
- 27 ianuarie: Narcisa Suciu, cântăreață română
- 29 ianuarie: Radu Lambrino, politician român
- 30 ianuarie: Juninho (Antônio Augusto Ribeiro Reis Jr.), fotbalist brazilian
- 30 ianuarie: Martijn Spierenburg, muzician neerlandez
- 31 ianuarie: Oltin Hurezeanu, actor român

### Februarie
- 3 februarie: Boris Cebotari, fotbalist din R. Moldova (d. 2012)
- 3 februarie: Theodor-Cătălin Nicolescu, politician român
- 4 februarie: Natalie Imbruglia, cântăreață australiană de muzică pop
- 5 februarie: Giovanni van Bronckhorst, fotbalist neerlandez
- 6 februarie: Marcela Lavinia Șandru, politician român
- 7 februarie: Sorin Mișcoci, jurnalist român
- 18 februarie: Botond Csoma, politician român
- 18 februarie: Igor Dodon, al 5-lea președinte a Republicii Moldova (2016-2020)
- 18 februarie: Gary Neville (Gary Alexander Neville), fotbalist englez
- 19 februarie: Esther de Lange, politiciană neerlandez
- 19 februarie: Mirela Pașca, sportivă română (gimnastică artistică)
- 22 februarie: Drew Barrymore (Drew Blythe Barrymore), actriță americană de film
- 22 februarie: Elena-Ramona Uioreanu, politiciană română
- 23 februarie: Fabiana Anastácio, cântăreață braziliană (d. 2020)
- 23 februarie: Leonardo Badea, economist, profesor universitar, politician român
- 23 februarie: Álvaro Morte, actor spaniol
- 28 februarie: Iurie Miterev, fotbalist din R. Moldova (d. 2012)

### Martie
- 1 martie: Baek Seung-hyeon, actor sud-coreean
- 1 martie: Valentina Monetta, cântăreață sanmarineză
- 1 martie: Nikodem Popławski, fizician polonez
- 2 martie: Radu Niculescu, fotbalist român
- 3 martie: Brice Clotaire Oligui Nguema, politician și ofițer militar gabonez care ocupă funcția de președinte al Gabonului
- 5 martie: Luciano Burti (Luciano Pucci Burti), pilot brazilian de Formula 1
- 5 martie: Moussa Mara, politician malian
- 8 martie: Nicolae Vicol,actor român
- 8 martie: Sergej Ćetković, cântăreț muntenegrean
- 8 martie: Sultan Ibragimov, boxer rus
- 9 martie: Marcel Glăvan, canoist român
- 9 martie: Roy Makaay, fotbalist neerlandez
- 9 martie: Lisa Miskovsky, cântăreață suedeză
- 9 martie: Konstantinos Passaris, criminal grec
- 9 martie: Marian Pavel, politician român
- 9 martie: Plumb (n. Tiffany Arbuckle Lee), cântăreață americană
- 9 martie: Juan Sebastián Verón, fotbalist argentinian
- 12 martie: Edgaras Jankauskas, fotbalist lituanian
- 13 martie: Mark Clattenburg, arbitru britanic de fotbal
- 15 martie: Adrian Iencsi, fotbalist român
- 15 martie: Eva Longoria (Eva Jacqueline Longoria), actriță americană
- 15 martie: Veselin Topalov, șahist bulgar
- 15 martie: Will.i.am (n. William James Adams jr), compozitor, cântăreț american
- 17 martie: Andrew Martin (Andrew James Robert Patrick Martin), wrestler canadian (d. 2009)
- 21 martie: Dumitru Gorzo, pictor român
- 21 martie: Mark Williams, jucător profesionist britanic de snooker
- 22 martie: Ioana Flora, actriță română
- 23 martie: Valer-Daniel Breaz, matematician și politician român
- 23 martie: Edith Mastenbroek, politiciană neerlandeză (d. 2012)
- 24 martie: Andreea Berecleanu, jurnalistă română
- 24 martie: Elena Radu, caiacistă română
- 27 martie: Fergie (n. Stacy Ann Ferguson), cântăreață americană
- 28 martie: Iván Helguera, fotbalist spaniol
- 29 martie: Laurențiu Diniță, fotbalist român

### Aprilie
- 1 aprilie: Washington Stecanela Cerqueira, fotbalist brazilian
- 1 aprilie: Viktória Mohácsi, politiciană maghiară
- 2 aprilie: Florin Pârvu, fotbalist român
- 5 aprilie: Alexandru Papadopol, actor român
- 9 aprilie: Saïd el Khadraoui, politician belgian
- 9 aprilie: Terasa Livingstone, actriță australiană
- 11 aprilie: Simona Gogîrlă, handbalistă română
- 12 aprilie: Ionuț Caragea, poet și scriitor român
- 12 aprilie: Camila Morgado, actriță braziliană
- 13 aprilie: Lou Bega (n. David Lubega), cântăreț german
- 14 aprilie: Gabriel Trifu, jucător român de tenis
- 19 aprilie: Marius Măldărășanu, fotbalist român
- 22 aprilie: Pavel Horváth, fotbalist ceh
- 22 aprilie: Jordi Cuixart i Navarro, om de afaceri spaniol
- 22 aprilie: Ghenadie Pușca, fotbalist din R. Moldova
- 23 aprilie: Christian Corrêa Dionisio, fotbalist brazilian
- 23 aprilie: Damien Touya, scrimer francez
- 24 aprilie: Cristian Adomniței (Cristian Mihai Adomniței), politician român, ministru al Educației (2007-2008)
- 24 aprilie: Sebastian Bieniek, artist german
- 25 aprilie: Roger Machado Marques, fotbalist brazilian
- 26 aprilie: Joey Jordison (Nathan Jonas Jordison), muzician american
- 26 aprilie: Levente Vass, politician român
- 27 aprilie: Mandala Tayde, actriță germană
- 30 aprilie: Johnny Galecki (John Mark Galecki), actor american

### Mai

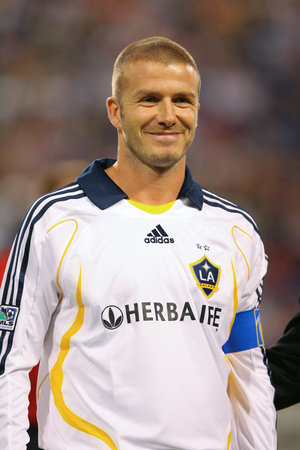
David Beckham, fotbalist englez
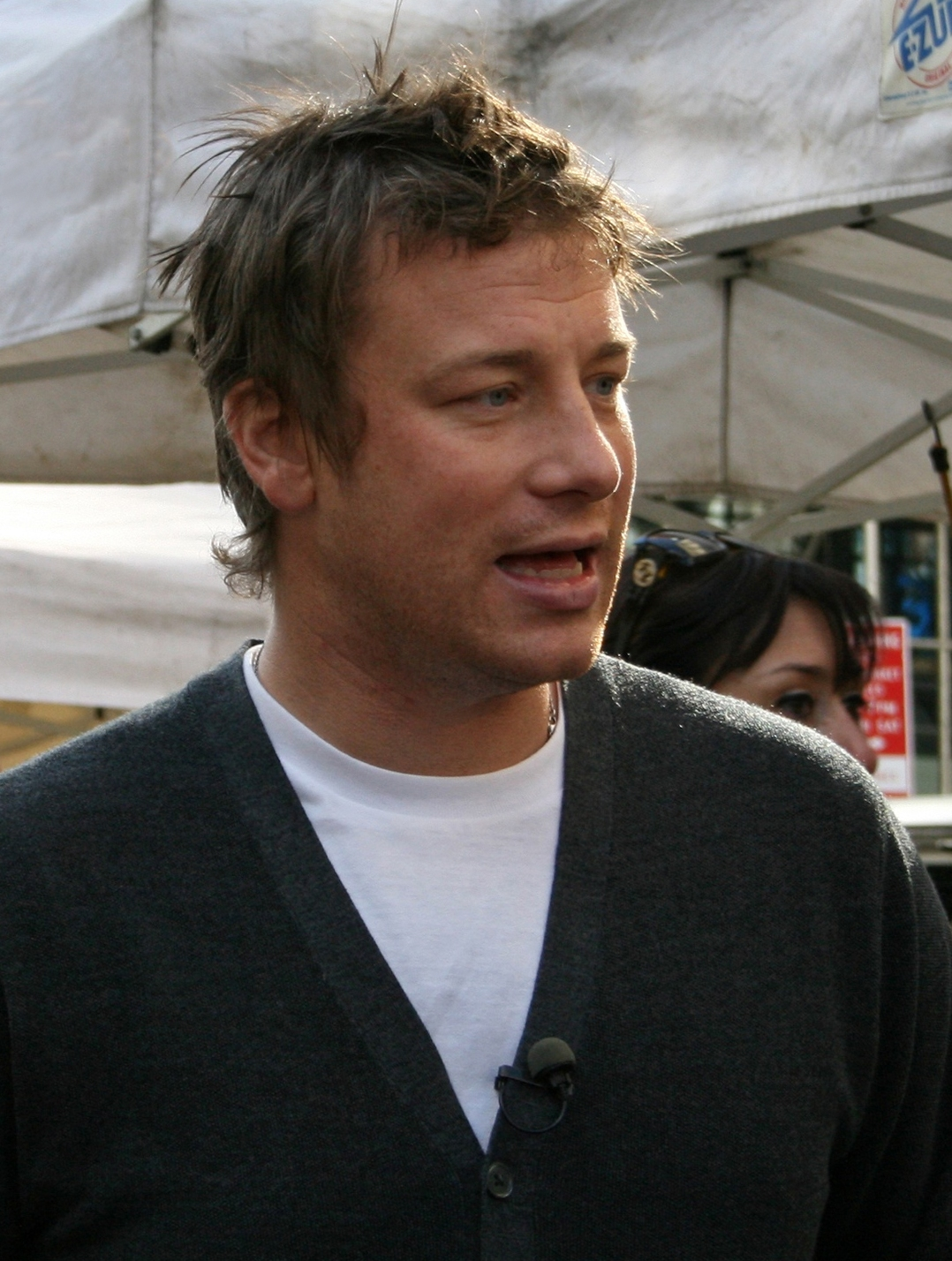
Jamie Oliver, bucătar britanic
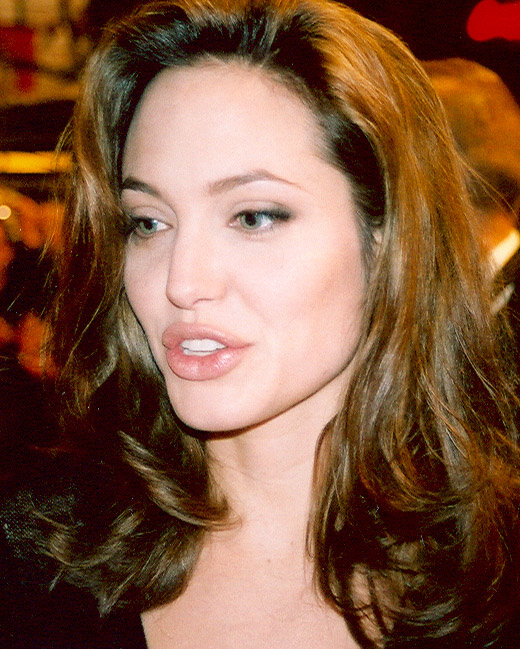
Angelina Jolie, actriță americană
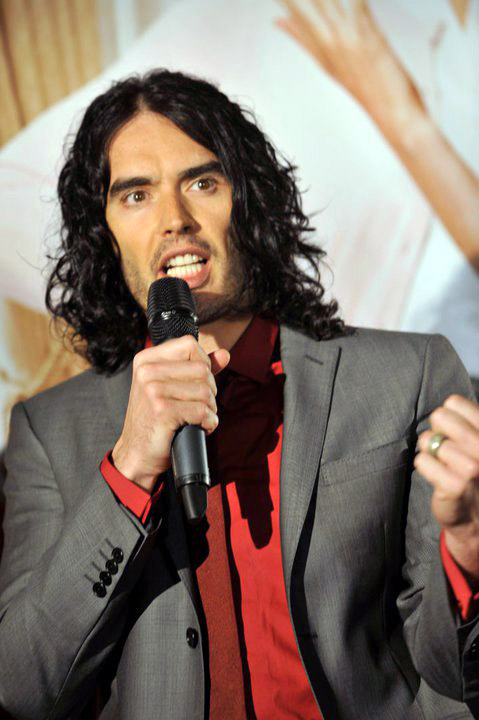
Russell Brand, comic englez, actor

- 1 mai: Marius Baciu, fotbalist român
- 1 mai: Călin Peter Netzer, regizor român de film
- 2 mai: David Beckham (David Robert Joseph Beckham), fotbalist englez
- 3 mai: Andreea Bibiri, actriță română
- 3 mai: Robert Turcescu, jurnalist român
- 4 mai: Andreea Cosma, politiciană română
- 4 mai: Pablo Ruiz (Pablo Maximiliano Miguel Coronel Vidoz), cântăreț argentinian
- 7 mai: Fernando Lima, cântăreț spaniol
- 7 mai: Roxana Mărăcineanu, înotătoare franceză de origine română, ministru al sporturilor
- 8 mai: Enrique Iglesias (Enrique Miguel Iglesias Preysler), cântăreț spaniol
- 10 mai: Torbjorn Brundtland, muzician norvegian
- 10 mai: Hélio Castroneves, pilot brazilian Formula IndyCar
- 10 mai: Tommaso Ghirardi, antreprenor italian
- 11 mai: Sabin Ilie, fotbalist român
- 12 mai: Jonah Lomu, rugbist neozeelandez (d. 2015)
- 12 mai: Jared Polis (Jared Polis Schutz), politician american
- 16 mai: Tony Kakko, cântăreț finlandez
- 18 mai: John Higgins, jucător scoțian profesionist de snooker
- 18 mai: Jack Johnson, muzician american
- 20 mai: Tahmoh Penikett, actor canadian
- 25 mai: Claire Castillon, scriitoare franceză
- 26 mai: Alexander Nuno Alvaro, politician german
- 26 mai: Lauryn Hill (Lauryn Noelle Hill), rapperiță, cantautoare și producătoare americană
- 27 mai: Jamie Oliver, bucătar șef (chef) britanic

### Iunie
- 2 iunie: Cătălina Cristea, jucătoare română de tenis
- 4 iunie: Russell Brand (Russell Edward Brand), cântăreț britanic, actor de comedie
- 4 iunie: Angelina Jolie (Angelina Jolie Voight), actriță americană de film
- 4 iunie: Julian Marley (Julian Ricardo Marley), muzician britanic
- 9 iunie: Brian Magee, boxer britanic
- 11 iunie: Mira Awad, cântăreață și actriță israeliană
- 12 iunie: Dan Jørgensen, politician danez
- 12 iunie: Kristian Vighenin, politician bulgar
- 13 iunie: Oana-Consuela Florea, politiciană română
- 13 iunie: Alexandru Jizdan, politician din R. Moldova
- 13 iunie: Georgian Pop, politician român
- 14 iunie: Dragoș Temelie, actor român
- 16 iunie: Ștefan Mușoiu, politician român
- 17 iunie: Shoji Jo, fotbalist japonez
- 17 iunie: Lucian Dan Teodorovici, jurnalist român
- 19 iunie: Cătălina Gheorghițoaia, scrimeră română
- 19 iunie: Anna Valle, actriță și fotomodel italian
- 21 iunie: Paula Chirilă, actriță română de film, radio, teatru și prezentatoare TV
- 21 iunie: Andrei Dolineaschi, politician român
- 21 iunie: Vladimir Grosu, politician din R. Moldova
- 21 iunie: Sherraine Schalm, scrimeră canadiană
- 22 iunie: Răzvan Fodor, cântăreț și actor român
- 23 iunie: Tatiana Lysenko, sportivă ucraineană și rusă (gimnastică artistică)
- 23 iunie: Shuhei Terada, fotbalist japonez
- 24 iunie: Nouria Nouri, actriță română
- 25 iunie: Vladimir Kramnik, șahist rus
- 25 iunie: Dragoș Mihalache, fotbalist român
- 26 iunie: Liviu Voinea, economist român
- 27 iunie: Tobey Maguire (Tobias Vincent Maguire), actor american
- 27 iunie: Maria Radu, muziciană română
- 29 iunie: Șerban Pavlu, actor român
- 30 iunie: Ralf Schumacher, pilot german de Formula 1, fratele lui Michael Schumacher

### Iulie
- 1 iulie: Bogdan Gheorghiu, politician român
- 3 iulie: Ryan McPartlin, actor american
- 4 iulie: Ödön Szabó, politician român
- 5 iulie: Cornel Dobre, fotbalist român
- 5 iulie: Hernán Crespo, fotbalist argentinian
- 6 iulie: 50 Cent (n. Curtis James Jackson III), rapper, investitor și actor american
- 6 iulie: Cecilia Ștefănescu, scriitoare română
- 7 iulie: Nina Hoss, actriță germană
- 7 iulie: Zahar Prilepin, scriitor rus
- 9 iulie: Laura Creț, actriță română
- 10 iulie: Dan Barna, politician român
- 10 iulie: Stefán Karl Stefánsson, actor și cântăreț islandez  (d. 2018)
- 12 iulie: Liliana Gafencu, canotoare română
- 12 iulie: Carolina Kasting, actriță braziliană
- 12 iulie: Kristen Michal, politician eston, prim-ministru al Estoniei
- 14 iulie: Fabian Anton, jurnalist și editor român
- 14 iulie: Dorin-Mircea Dobra, politician român
- 14 iulie: Oreste Scarlat Teodorescu, jurnalist român
- 17 iulie: Jamila Madeira, politiciană portugheză
- 17 iulie: Terence Tao, matematician australian
- 18 iulie: Laurențiu Rădvan, istoric român
- 21 iulie: Erika Benkő, politiciană română
- 23 iulie: Sung Hyun-ah, actriță sud-coreeană
- 26 iulie: Elizabeth Truss (Mary Elizabeth Truss), politiciană britanică
- 27 iulie: Dan Coman, scriitor român
- 28 iulie: Imke Duplitzer, scrimeră germană

### August

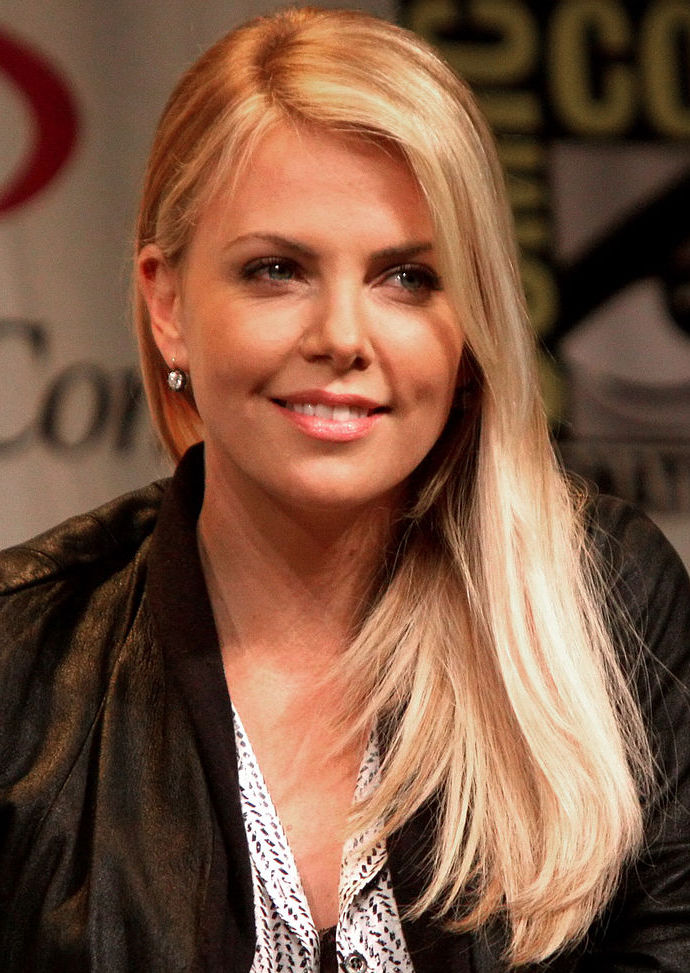
Charlize Theron, actriță americană de origine sud africană
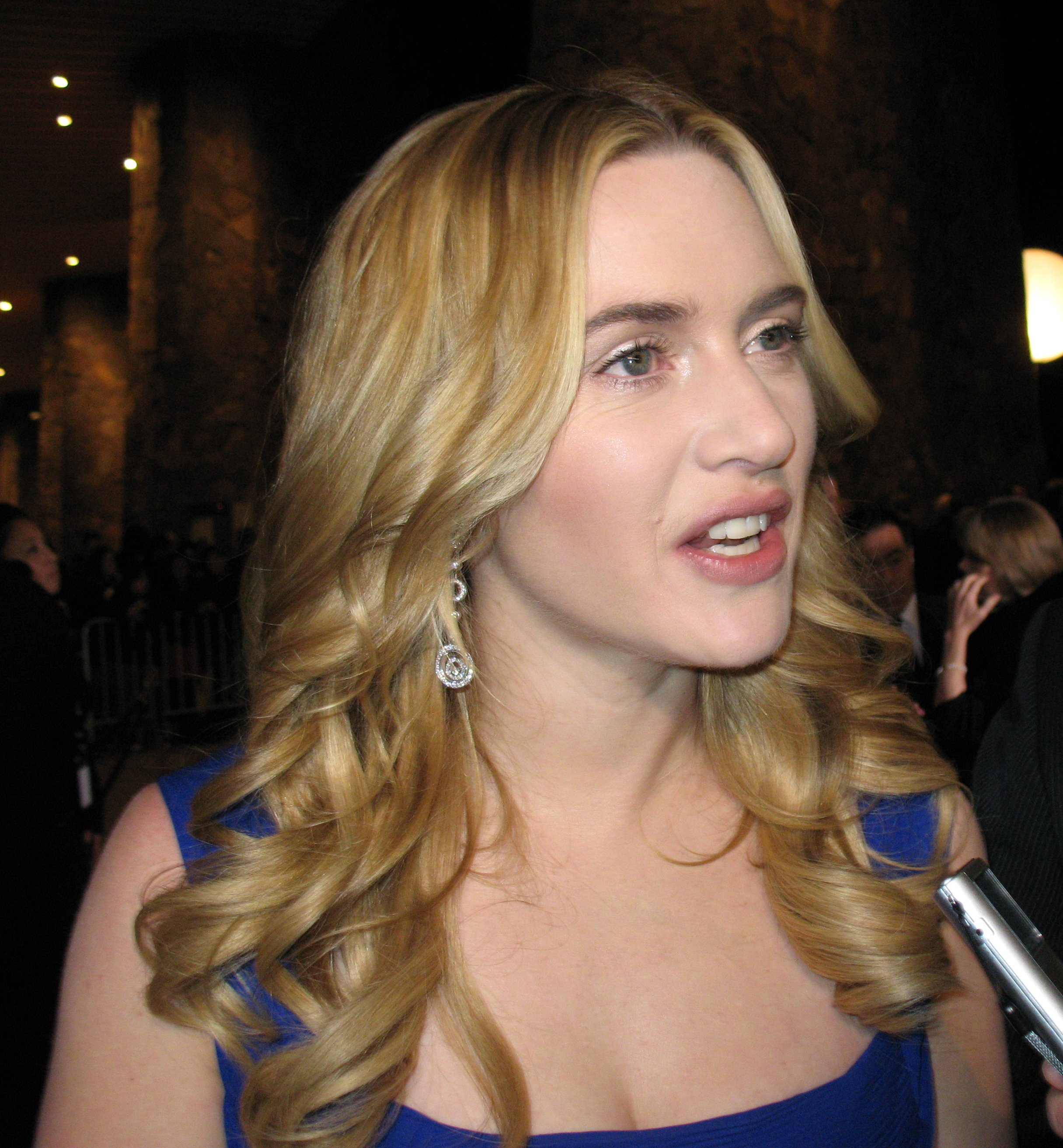
Kate Winslet, actriță britanică
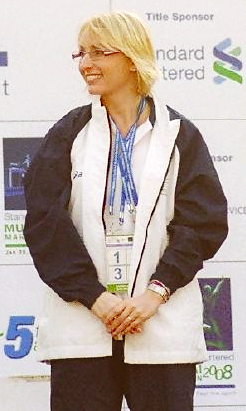
Gabriela Szabó, atletă română
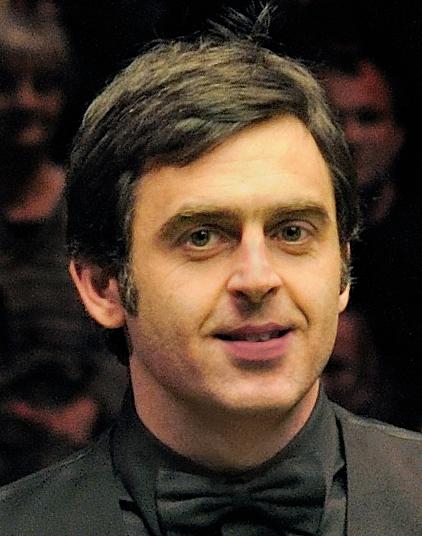
Ronnie O'Sullivan, jucător englez de snooker

- 1 august: Annett Culp, actriță germană
- 2 august: Naoki Sakai, fotbalist japonez
- 3 august: Felix Brych, arbitru german de fotbal
- 3 august: Ionuț Luțu, fotbalist român
- 4 august: Rebecka Hemse, actriță suedeză
- 4 august: Nikos Liberopoulos, fotbalist grec
- 5 august: Ada Milea, actriță de teatru și interpretă română
- 6 august: Andrei Năstase, politician din R. Moldova
- 7 august: Gaahl (n. Kristian Eivind Espedal), solist norvegian
- 7 august: Charlize Theron, actriță americană de film de etnie sud-africană
- 8 august: Victoria Blochina, balerină lituaniană
- 8 august: Makoto Tanaka, fotbalist japonez
- 10 august: Árpád-András Antal, politician român de etnie maghiară
- 10 august: İlhan Mansız, fotbalist turc
- 11 august: Oana Niculescu-Mizil, politiciană română
- 12 august: Casey Affleck (Caleb Casey McGuire Affleck-Boldt), actor american
- 15 august: Yoshikatsu Kawaguchi, fotbalist japonez
- 16 august: Andrea Bajani, jurnalist italian
- 20 august: Beatrice Câșlaru, înotătoare română
- 20 august: Mac Tonnies, scriitor american (d. 2009)
- 22 august: Rodrigo Santoro, actor brazilian
- 23 august: Mile Cărpenișan, jurnalist român (d. 2010)
- 24 august: Joanna Jakimiuk, scrimeră poloneză
- 27 august: Veaceslav Rusnac, fotbalist din R. Moldova
- 28 august: Dan Tăpălagă, jurnalist român
- 30 august: Radhi Jaïdi, fotbalist tunisian
- 31 august: Nicoleta-Ramona Dinu, politician român
- 31 august: Adrian Pitu, fotbalist român

### Septembrie
- 1 septembrie: Ben-Oni Ardelean, politician român
- 1 septembrie: Radu Eduard Ciobanu, fotbalist român
- 3 septembrie: Cyfer (n. Adrian-Călin Țurcanu), muzician român
- 9 septembrie: Ioan Cristina, politician român
- 10 septembrie: Viktor Kassai, arbitru maghiar
- 10 septembrie: Nobuhisa Yamada, fotbalist japonez
- 11 septembrie: Elephant Man, cântăreț jamaican
- 12 septembrie: Cosmin Cernat, prezentator TV român
- 14 septembrie: Corneliu Porumboiu, regizor român
- 16 septembrie: Hubertus, prinț ereditar de Saxa-Coburg și Gotha, șeful Casei de Saxa-Coburg și Gotha
- 16 septembrie: Pest (n. Thomas Kronenes), solist vocal norvegian
- 19 septembrie: Laurențiu Aurelian Reghecampf, fotbalist și antrenor român
- 20 septembrie: Juan Pablo Montoya, pilot columbian de Formula 1
- 21 septembrie: Elan Atias, cântăreț american
- 21 septembrie: Mihai Baicu, fotbalist român (d. 2009)
- 25 septembrie: Eduard Mușuc, politician din R. Moldova
- 27 septembrie: Gábor Harangozó, politician maghiar
- 30 septembrie: Marion Cotillard, actriță franceză de film
- 30 septembrie: Alin Rus, fotbalist român
- 30 septembrie: Marius Daniel Urzică, sportiv român (gimnastică artistică)

### Octombrie
- 1 octombrie: Ciulpan Hamatova, actriță rusă de teatru și film, prezentatoare TV și activistă socială
- 5 octombrie: Kate Winslet, actriță britanică de film
- 7 octombrie: Ryuzo Morioka, fotbalist japonez
- 8 octombrie: Marianna Csörnyei, matematiciană maghiară
- 9 octombrie: Haylie Ecker, muziciană australiană
- 9 octombrie: Marcel Laurențiu Romanescu, politician român
- 9 octombrie: Mark Viduka, fotbalist australian
- 10 octombrie: Augustin Chiriță, fotbalist român
- 10 octombrie: Liliana Corobca, scriitoare și cercetătoare din Repulica Moldova
- 10 octombrie: Ihsahn (n. Vegard Tveitan), muzician norvegian
- 11 octombrie: Claudia Boghicevici, politiciană română
- 11 octombrie: Labina Mitevska, actriță macedoneană
- 12 octombrie: Marilena Emilia Meiroșu, politician român
- 14 octombrie: Ionuț Badea, fotbalist român
- 16 octombrie: Mai Gotō, actriță japoneză
- 17 octombrie: Despina Olympiou, cântăreață cipriotă
- 18 octombrie: Iulian Dăniță, fotbalist român
- 22 octombrie: Míchel Salgado, fotbalist spaniol
- 23 octombrie: Federico Amador, actor argentinian
- 23 octombrie: Dan Bordeianu (Dan Virgil Bordeianu), actor și cântăreț român
- 25 octombrie: Eduard Baghirov, scriitor rus (d.2023)
- 26 octombrie: Victor Covalenco, atlet din R. Moldova
- 26 octombrie: Andreea Doană, scrimeră română
- 26 octombrie: Laurențiu Roșu, fotbalist român
- 26 octombrie: Alina-Elena Tănăsescu, politiciană română
- 27 octombrie: Csaba Zoltán Novák, politician român
- 29 octombrie: Viorica Susanu, sportivă română (canotaj)

### Noiembrie
- 5 noiembrie: Velvet (n. Jenny Marielle Pettersson), cântăreață suedeză
- 7 noiembrie: Oleg Efrim, politician din R. Moldova
- 8 noiembrie: Silvia Lăuneanu, cântăreață română
- 9 noiembrie: Mario-Ernest Caloianu, politician român
- 11 noiembrie: Violeta Alexandru, activistă politică română
- 11 noiembrie: Artur Reșetnicov, politician din R. Moldova
- 12 noiembrie: Dario Šimić, fotbalist croat
- 13 noiembrie: Diana Iovanovici-Șoșoacă,politiciana romana
- 14 noiembrie: Luizão (Luiz Bombonato Goulart), fotbalist brazilian
- 14 noiembrie: Gabriela Szabó, atletă română, ministru al tineretului și sportului (2014-2015)
- 18 noiembrie: Altin Lala, fotbalist albanez
- 20 noiembrie: Joshua Gomez (Joshua Eli Gomez), actor american
- 23 noiembrie: Cristian Ciocoiu, fotbalist român
- 23 noiembrie: Zoran Milošević, fotbalist sârb
- 26 noiembrie: Salvatore Sanzo, scrimer italian
- 27 noiembrie: Andrian Candu, politician din R. Moldova
- 28 noiembrie: Denis Bećirović, politician, profesor și istoric bosniac, al 8-lea membru bosniac al Președinției Bosniei și Herțegovinei
- 28 noiembrie: Satyr (n. Sigurd Wongraven), muzician norvegian
- 28 noiembrie: Takashi Shimoda, fotbalist japonez
- 30 noiembrie: Adnan Gušo, fotbalist bosniac

### Decembrie
- 5 decembrie: Sofi Marinova (Sofiya Marinova Kamenova), cântăreață bulgară
- 5 decembrie: Ronnie O'Sullivan (Ronald Antonio O'Sullivan), jucător profesionist englez de snooker
- 7 decembrie: Bianca-Miruna Gavriliță, politiciană română
- 10 decembrie: Emmanuelle Chriqui, actriță canadiană
- 12 decembrie: Andreea Crețulescu, jurnalistă română
- 14 decembrie: Cristi Danileț (Vasilică-Cristi Danileț), magistrat român
- 14 decembrie: Andrés Scotti, fotbalist uruguayan
- 16 decembrie: Emanoil Valentin Bădoi, fotbalist român
- 16 decembrie: Jonathan Scarfe, actor canadian
- 17 decembrie: Milla Jovovich, fotomodel, actriță americană de film de etnie ucraineană
- 18 decembrie: Dragoș Benea, politician român
- 18 decembrie: Daniel Florea, fotbalist român
- 18 decembrie: Sia (Sia Furler), cântăreață și cantautoare australiană
- 20 decembrie: Iulian Claudiu Manda, politician român
- 21 decembrie: Charles Michel, politician belgian
- 23 decembrie: Gabriel-Beniamin Leș, politician român
- 24 decembrie: Marius Ianuș, poet român
- 24 decembrie: Ali Wahaib Shnaiyn, fotbalist irakian
- 30 decembrie: Leo Lerinc, fotbalist sârb
- 30 decembrie: Mihai Stere, fotbalist român
- 30 decembrie: Tiger Woods (n. Eldrick Woods), jucător profesionist american de golf

## Decese

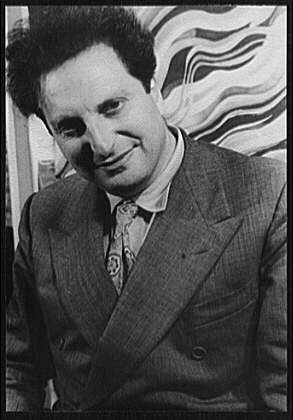
Carlo Levi, scriitor, medic și pictor italian
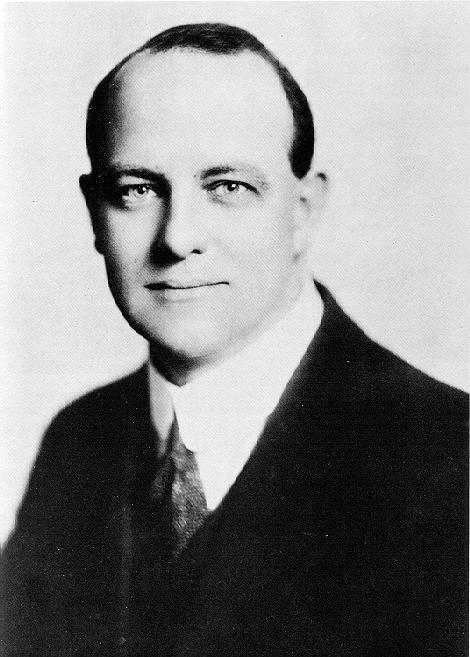
P. G. Wodehouse, scriitor englez
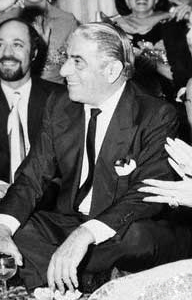
Aristotel Onassis, armator grec
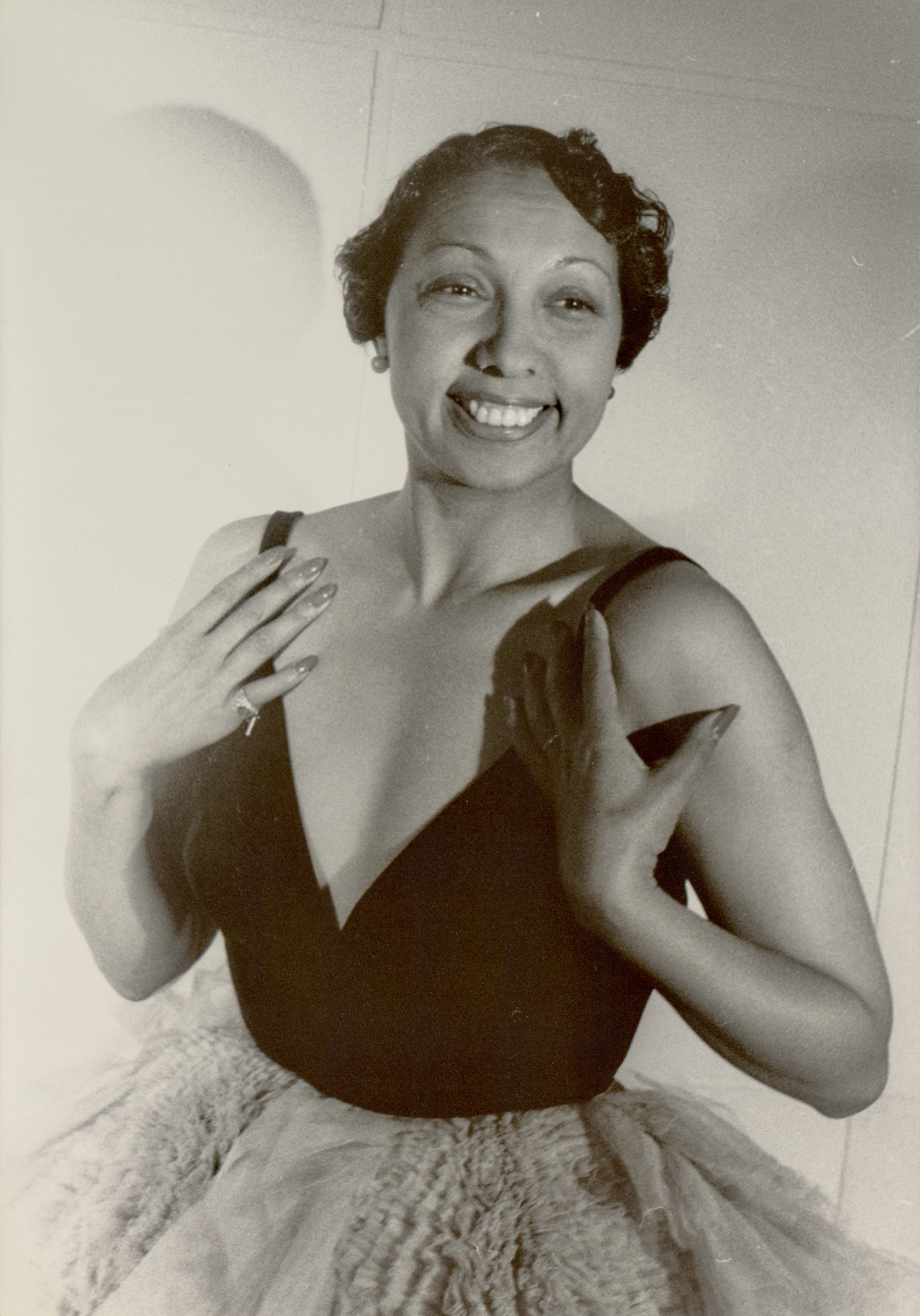
Josephine Baker, dansatoare, cântăreață franceză de origine americană

- 16 februarie: Chivu Stoica, 67 ani, comunist român, prim-ministru (1955-1961), (n. 1908)
- 14 ianuarie: Dimitrie Berea (aka Demetre de Berea), 66 ani, pictor român (n. 1908)
- 15 ianuarie: Shojiro Sugimura, 69 ani, fotbalist japonez (n. 1905)
- 20 ianuarie: Edna Mayne Hull, 69 ani, scriitoare de literatură SF (n. 1905)
- 22 ianuarie: Paul Montel, 98 ani, matematician francez (n. 1876)
- 23 ianuarie: Prințul Karl Franz al Prusiei (n. Karl Franz Josef Wilhelm Friedrich Eduard Paul), 58 ani (n. 1916)
- 31 ianuarie: Anna Timiriova (n. Anna Vasilievna Safonova), 81 ani, poetă rusă, amanta amiralului Aleksandr Kolceak (n. 1893)
- 2 februarie: María Corda (n. Mária Antónia Farkas), 77 ani, actriță maghiară (n. 1898)
- 2 februarie: Norman Dawn, 90 ani, regizor de film american (n. 1884)
- 5 februarie: Lawrence Weingarten, 77 ani, producător de film american (n. 1897)
- 5 februarie: Lawrence Weingarten, 77 ani, producător de film american (n. 1897)
- 9 februarie: Umm Kulthum, 76 ani, cântăreață egipteană, compozitoare și actriță (n. 1898)
- 9 februarie: Constant Burniaux, 83 ani, scriitor belgian (n. 1892)
- 10 februarie: Dave Alexander (David Michael Alexander), 27 ani, muzician american (n. 1947)
- 11 februarie: Hideo Shinojima, 65 ani, fotbalist japonez (n. 1910)
- 12 februarie: Carl Lutz, 79 ani, diplomat american (n. 1895)
- 14 februarie: P. G. Wodehouse (Pelham Grenville Wodehouse), 93 ani, scriitor britanic (n. 1881)

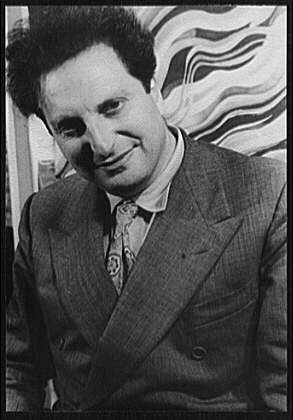
Carlo Levi, scriitor, medic și pictor italian
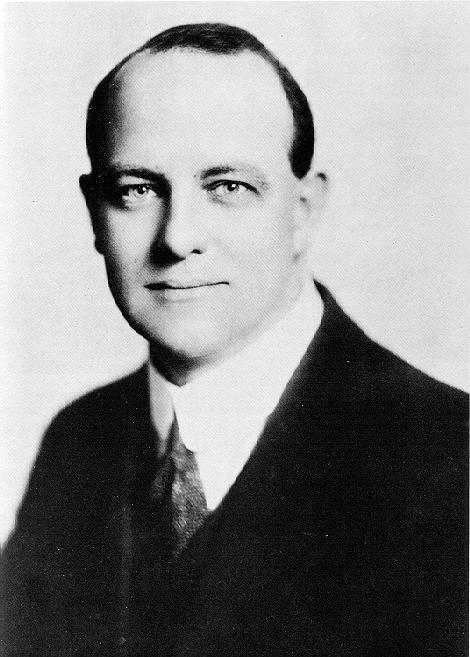
P. G. Wodehouse, scriitor englez
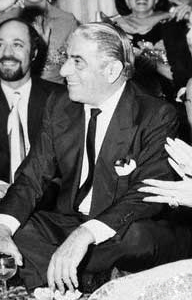
Aristotel Onassis, armator grec
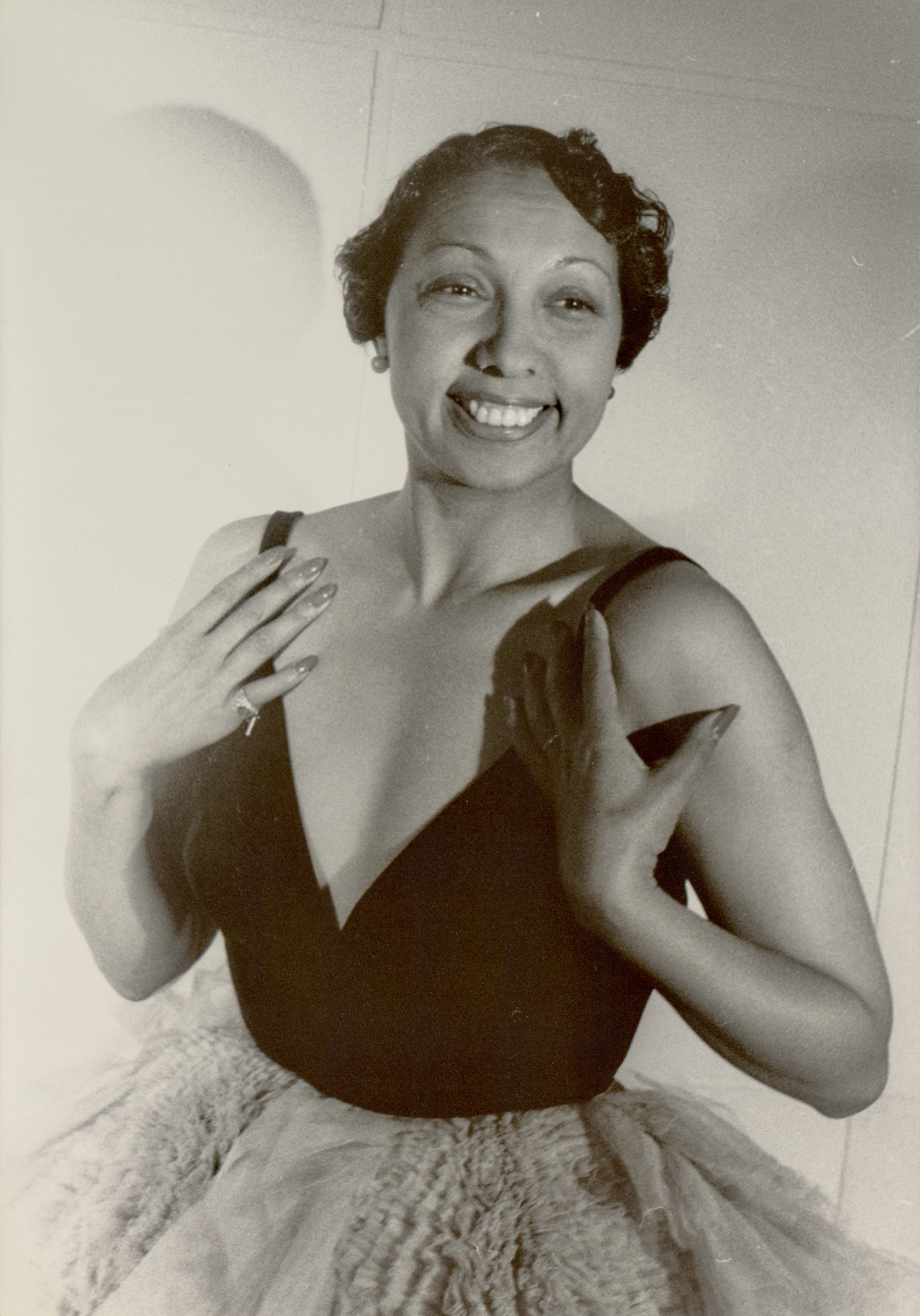
Josephine Baker, dansatoare, cântăreață franceză de origine americană

- 16 februarie: Chivu Stoica, 67 ani, comunist român, prim-ministru (1955-1961), (n. 1908)
- 17 februarie: Rudolf Schweitzer–Cumpăna, 88 ani, pictor român (n. 1886)
- 19 februarie: Luigi Dallapiccola, 71 ani, compozitor italian (n. 1904)
- 24 februarie: Nicolai Bulganin, 79 ani, politician sovietic (n. 1895)
- 3 martie: Otto Winzer, 72 ani, politician german (n. 1902)
- 3 martie: László Németh, 73 ani, scriitor maghiar (n. 1901)
- 3 martie: László Németh, 73 ani, scriitor maghiar (n. 1901)
- 8 martie: George Stevens, 70 ani, regizor, producător, scenarist american (n. 1904)
- 13 martie: Ivo Andrić, 82 ani, scriitor sârb, laureat al Premiului Nobel (1961), (n. 1892)
- 14 martie: Susan Hayward (n. Edythe Marrenner), 57 ani, actriță americană de film (n. 1917)
- 15 martie: Aristotel Onassis, 69 ani, armator grec (n. 1906)
- 18 martie: Alain Grandbois, 74 ani, scriitor canadian (n. 1900)
- 20 martie: Infantele Jaime, Duce de Segovia (n. Jaime Leopoldo Isabelino Enrique Alejandro Alberto Alfonso Víctor Acacio Pedro Pablo María de Borbón y Battenberg), 66 ani (n. 1908)
- 4 aprilie: Sven Rydell (Sven Åke Albert Rydell), 70 ani, fotbalist suedez (n. 1905)
- 12 aprilie: Josephine Baker (n. Freda Josephine McDonald), 68 ani, dansatoare, actriță și cântăreață franceză de origine americană (n. 1906)
- 14 aprilie: Fredric March (n. Ernest Frederick McIntyre Bickel), 77 ani, actor american (n. 1897)
- 17 aprilie: Philipp Albrecht, Duce de Württemberg (n. George Philipp Albrecht Carl Maria Joseph Ludwig Hubertus Stanislaus Leopold), 81 ani (n. 1893)
- 23 aprilie: Rolf Dieter Brinkmann, 35 ani, poet german (n. 1940)
- 29 aprilie: Radu Gyr, 70 ani, poet, dramaturg, eseist și gazetar român (n. 1905)
- 13 mai: Marguerite Perey (Marguerite Catherine Perey), 65 ani, fiziciană franceză (n. 1909)
- 20 mai: Ion Dongorozi, 81 ani, scriitor român (n. 1894)
- 22 mai: George W. F. Hallgarten (George Wolfgang Felix Hallgarten), 74 ani, istoric american (n. 1901)
- 23 mai: Vladimir Bradis, 84 ani, matematician rus (n. 1890)
- 24 mai: José Belloni (n. José Luis Zorrilla de San Martín), 83 ani, sculptor uruguayan (n. 1891)
- 27 mai: Émilien Dufour (Émilien Léon Jean Dufour), 78 ani, pictor francez (n. 1896)
- 28 mai: Ioan Nubert, 88 ani, medic român (n. 1886)
- 30 mai: Michel Simon (n. François Simon), 80 ani, actor elvețian (n. 1895)
- 1 iunie: Eugen Filotti, 78 ani, diplomat, publicist și scriitor român (n. 1896)
- 2 iunie: Scarlat Callimachi, 78 ani, scriitor român (n. 1896)
- 12 iunie: Alfred Kurella, 80 ani, politician german (n. 1895)
- 24 iunie: Cătălin Bursaci, 18 ani, scriitor român (n. 1957)
- 28 iunie: Constantinos Apostolou Doxiadis, 61 ani, arhitect grec (n. 1914)
- 28 iunie: Rod Serling (Rodman Edward Serling), 50 ani, scenarist american (n. 1924)
- 30 iunie: Miron Nicolescu, 72 ani, matematician român (n. 1903)
- 4 iulie: Luigi Carlo Borromeo, 81 ani, episcop catolic italian (n. 1893)
- 5 iulie: Otto Skorzeny, 67 ani, locotenent-colonel austriac în Waffen-SS (n. 1908)
- 6 iulie: Nicodim Măndiță, 85 ani, duhovnic ortodox român (n. 1889)
- 6 iulie: Mary Stocks (n. Mary Danvers Brinton), 83 ani, scriitoare britanică (n. 1891)
- 17 iulie: Konstantine Gamsahurdia, 82 ani, scriitor georgian (n. 1893)* 17 iulie: Konstantine Gamsahurdia, 82 ani, scriitor georgian (n. 1893)

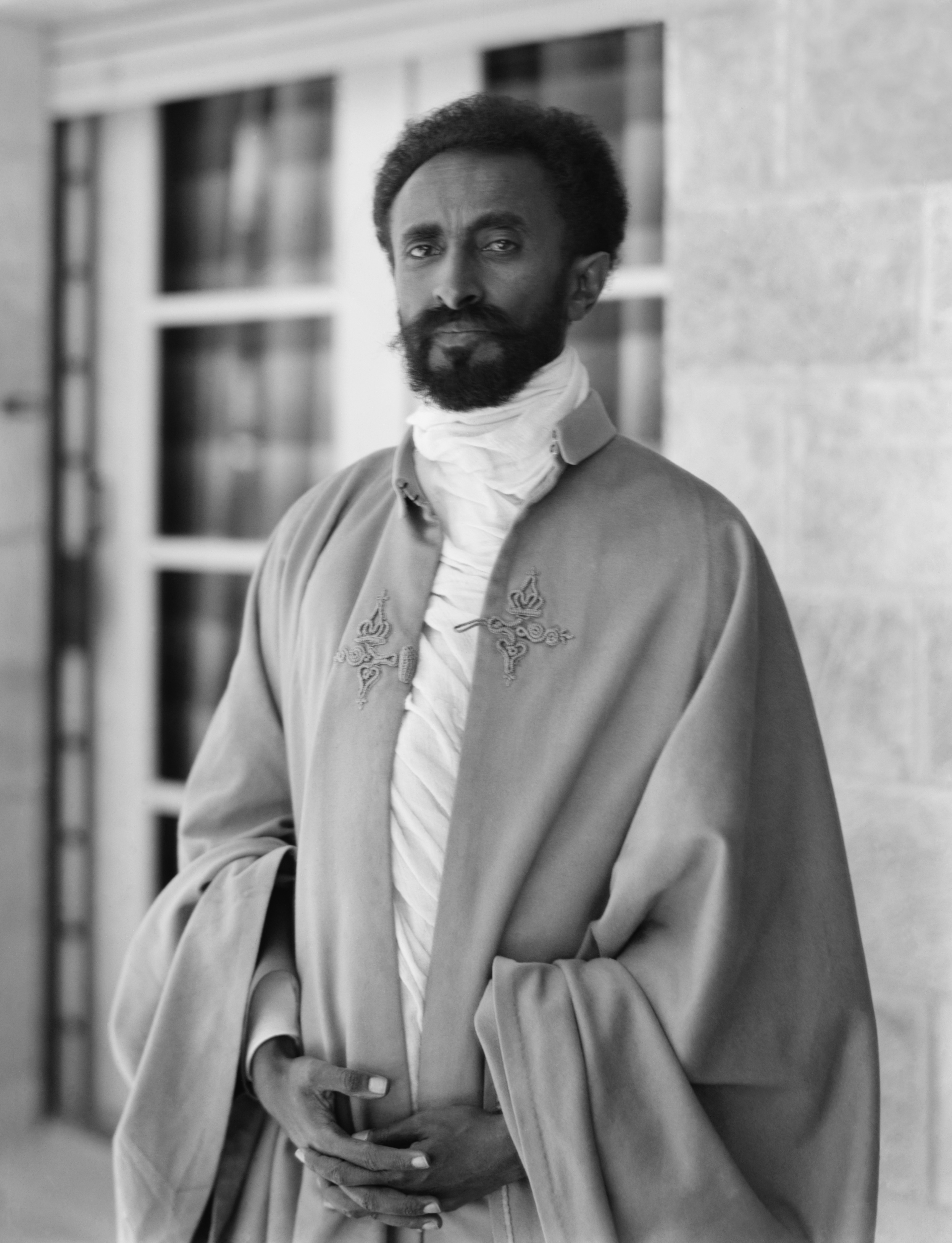
Haile Selassie I al Etiopiei
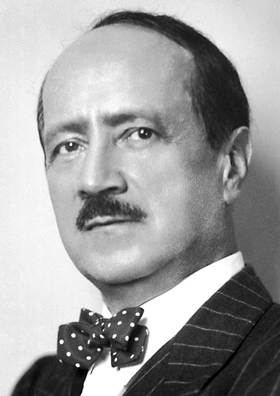
Saint-John Perse, poet și diplomat francez, laureat Nobel
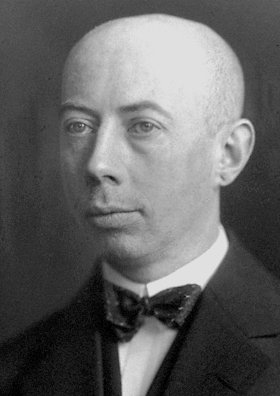
Gustav Hertz, fizician german, laureat Nobel
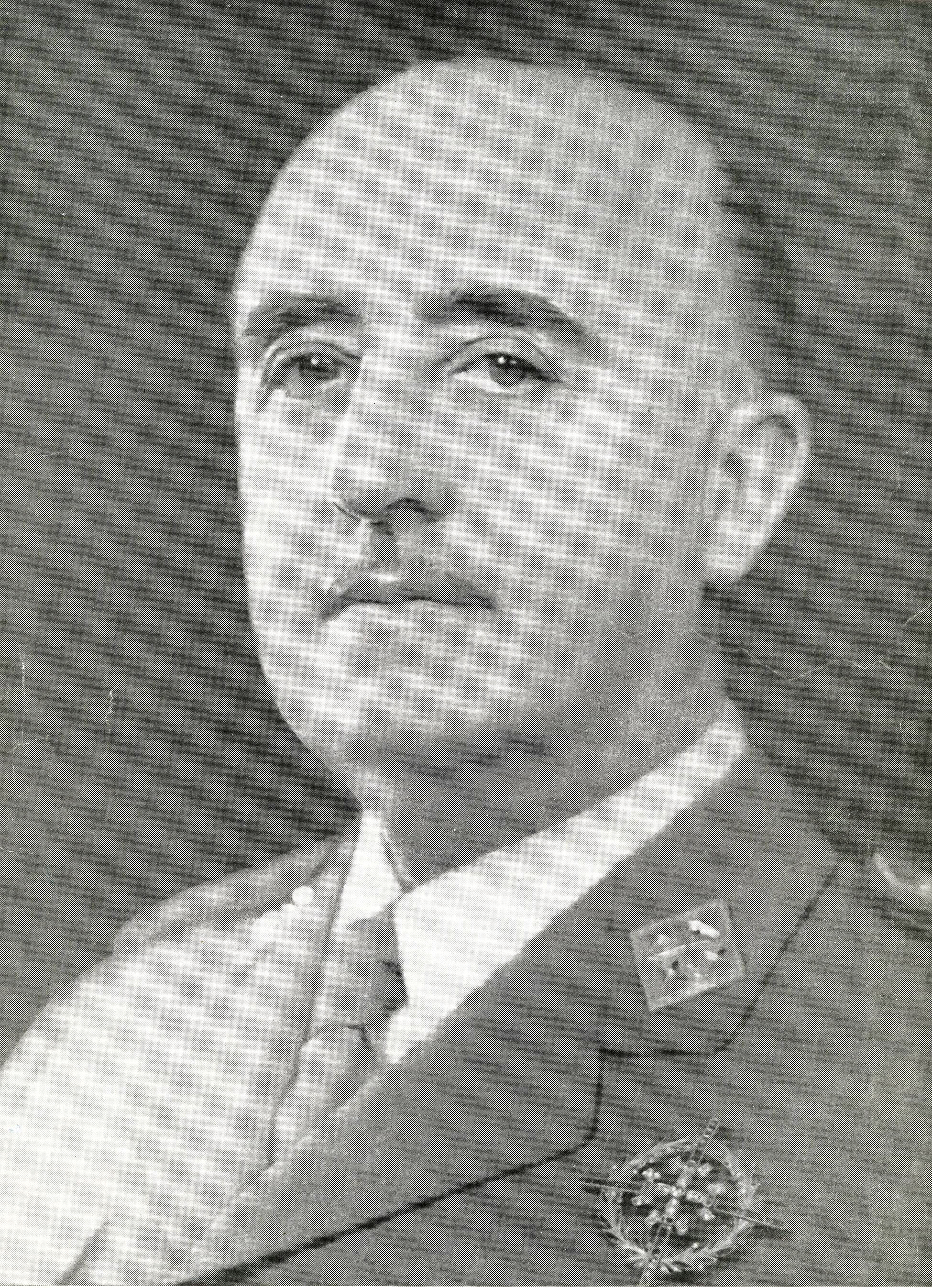
Francisco Franco, general și politician spaniol, dictator al Spaniei

- 21 iulie: Billy West, 82 ani, actor și regizor american de film (n. 1892)
- 28 iulie: Nicolae Cărpinișan, jurnalist român (n. 1900)

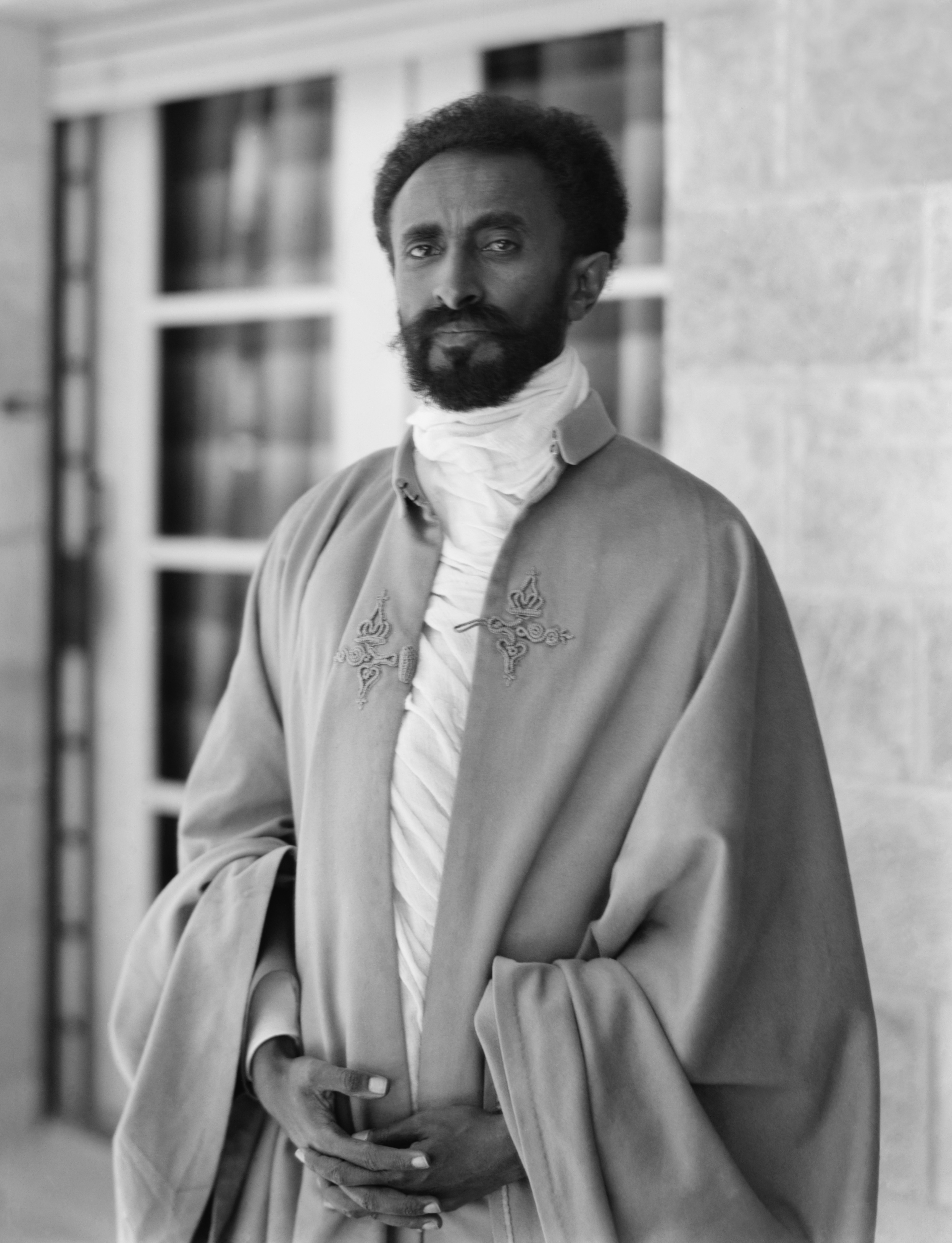
Haile Selassie I al Etiopiei
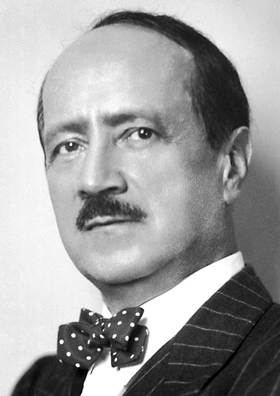
Saint-John Perse, poet și diplomat francez, laureat Nobel
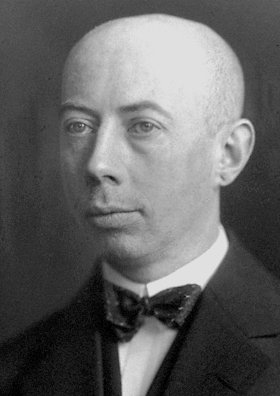
Gustav Hertz, fizician german, laureat Nobel
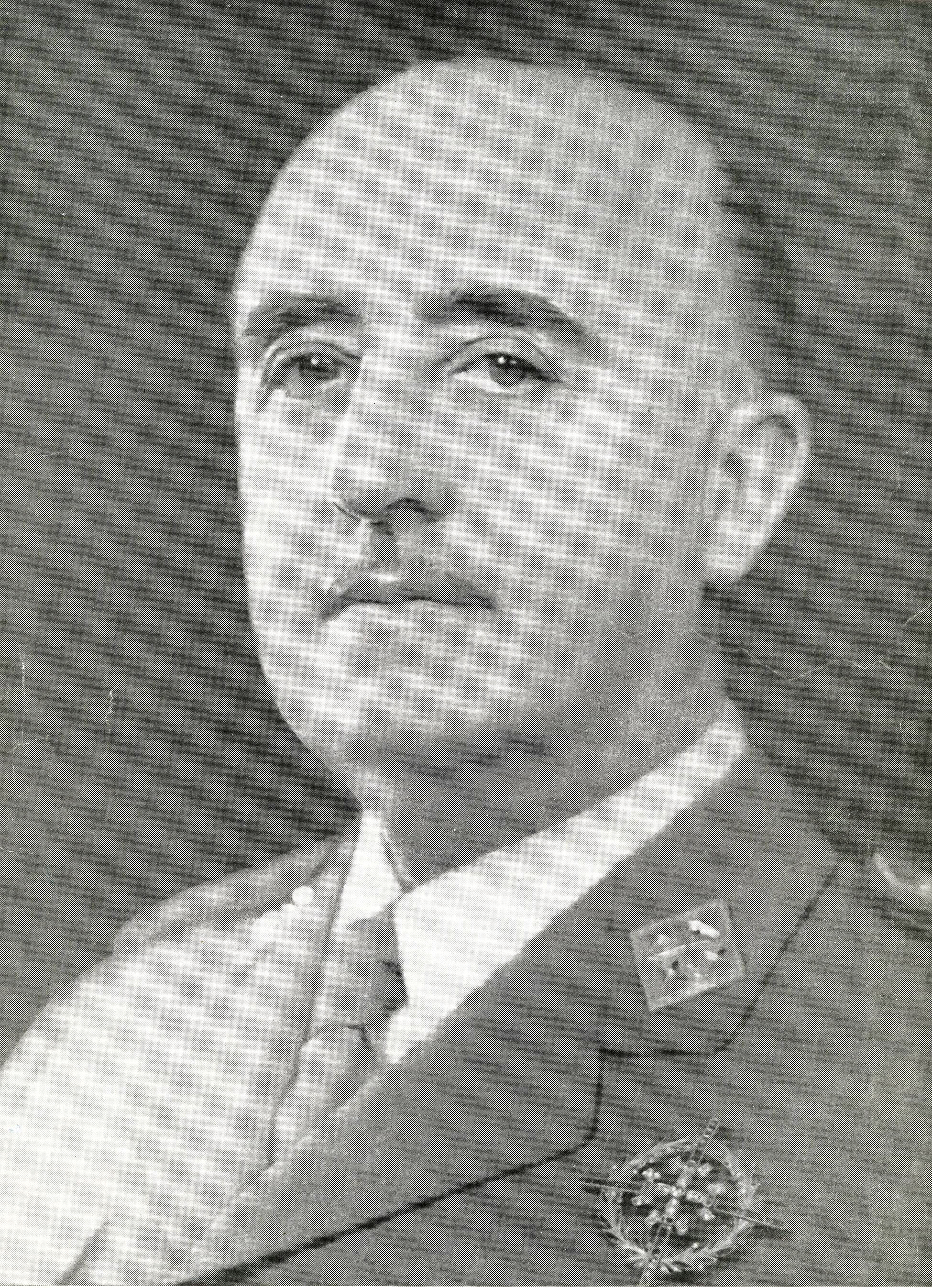
Francisco Franco, general și politician spaniol, dictator al Spaniei

- 21 iulie: Billy West, 82 ani, actor și regizor american de film (n. 1892)
- 28 iulie: Nicolae Cărpinișan, jurnalist român (n. 1900)
- 6 august: Infantele Alfonso, Duce de Galliera (n. Alfonso de Orleans y Borbón), 88 ani, cumnat al reginei Maria a României (n. 1886)
- 9 august: Dmitri Șostakovici, 68 ani, compozitor, pianist și profesor rus (n. 1906)
- 12 august: Pinchas Sapir, 68 ani, om politic social-democrat israelian, ministru de finanțe al Israelului (n. 1906)
- 17 august: Mircea Popescu, 55 ani, scriitor român (n. 1919)
- 23 august: Sidney Buchman (Sidney Robert Buchman), 73 ani, scenarist american (n. 1902)
- 27 august: Haile Selassie I al Etiopiei, 83 ani, împăratul Etiopiei (1930-1935 și 1941-1974), (n. 1892)
- 27 august: Ion Șerban Filotti Cantacuzino, 66 ani, cineast, critic literar și medic român, fiul prințului Cantacuzino și al actriței Maria Filotti (n. 1908)
- 29 august: Éamon de Valera, 92 ani, politician irlandez (n. 1882)
- 29 august: Erzsébet Schaár, 67 ani, sculptoriță maghiară (n. 1908)
- 29 august: Erzsébet Schaár, 67 ani, sculptoriță maghiară (n. 1908)
- 1 septembrie: Gheorghe Benția, 77 ani, rugbist român (n. 1897)
- 10 septembrie: George Paget Thomson, 82 ani, fizician englez, laureat al Premiului Nobel (1937), (n. 1892)
- 20 septembrie: Saint-John Perse, 88 ani, poet și diplomat francez, laureat al Premiului Nobel (1960), (n. 1887)
- 22 septembrie: Enrico Bompiani, 86 ani, matematician italian (n. 1889)
- 11 octombrie: Lucien Godeaux, 88 ani, matematician și autor belgian (n. 1887)
- 11 octombrie: Anatoli Dneprov (n. Anatoli Petrovici Mitskevitci), 55 ani, scriitor ucrainean (n. 1919)
- 11 octombrie: Anatoli Dneprov (n. Anatoli Petrovici Mitskevitci), 55 ani, scriitor ucrainean (n. 1919)
- 18 octombrie: Al Lettieri (Alfredo Lettieri), 47 ani, actor american (n. 1928)
- 22 octombrie: Arnold Joseph Toynbee, 86 ani, istoric și scriitor britanic (n. 1889)
- 26 octombrie: Elbridge Bryant, 36 ani, cântăreț american (The Temptations), (n. 1939)
- 30 octombrie: Gustav Ludwig Hertz, 88 ani, fizician german, laureat al Premiului Nobel (1925), (n. 1887)
- 2 noiembrie: Pier Paolo Pasolini, 53 ani, regizor de film, scenarist și scriitor italian (n. 1922)
- 4 noiembrie: Francis Dvornik, 82 ani, istoric ceh (n. 1893)
- 5 noiembrie: Richard Shaver (Richard Sharpe Shaver), 68 ani, scriitor american (n. 1907)
- 13 noiembrie: Yves Gandon, 76 ani, scriitor francez (n. 1899)
- 14 noiembrie: Max Ackermann, 88 ani, pictor german (n. 1887)
- 16 noiembrie: Endre Pálfy, 67 ani, scriitor român (n. 1925)
- 19 noiembrie: Hugh Auchincloss Brown,95 ani, inginer american (n. 1879)
- 19 noiembrie: Solomon Pikelner, 54 ani, astronom rus (n. 1921)
- 20 noiembrie: Francisco Franco (n. Francisco Paulino Hermenegildo Teódulo Franco y Bahamonde Salgado Pardo), 82 ani, general și politician spaniol, dictator al Spaniei (1939-1975), (n. 1892)
- 21 noiembrie: Gunnar Gunnarsson, 86 ani, scriitor islandez (n. 1889)
- 29 noiembrie: Octav Livezeanu, 73 ani, diplomat român (n. 1902)
- 4 decembrie: Hannah Arendt (n. Johanna Arendt), 69 ani, teoreticiană politică germană (n. 1906)
- 6 decembrie: Dinu Pillat, 54 ani, scriitor, critic și istoric literar român (n. 1921)
- 7 decembrie: Thornton Wilder, 78 ani, dramaturg și romancier american (n. 1897)
- 16 decembrie: Eugen Bogdan Aburel, 76 ani, medic român (n. 1899)
- 18 decembrie: Léon de Poncins, 78 ani, jurnalist francez (n. 1897)
- 20 decembrie: Petre Bălăceanu, 69 ani, diplomat român (n. 1906)
- 22 decembrie: Anatolie Vlasov, 67 ani, fizician rus (n. 1908)
- 24 decembrie: Bernard Herrmann, 64 ani, compozitor american (n. 1911)
- 29 decembrie: Tiberiu Popoviciu, 69 ani, matematician, profesor universitar, membru al Academiei Române (n. 1906)

## Premii Nobel
- Fizică: Aage Niels Bohr, Ben Roy Mottelson (Danemarca), Leo James Rainwater (SUA)
- Chimie: John Warcup Cornforth (Australia), Vladimir Prelog (Elveția)
- Medicină: David Baltimore, Howard Martin Temin (SUA), Renato Dulbecco (Italia),
- Literatură: Eugenio Montale (Italia)
- Pace: Andrei Dmitrievich Saharov (URSS)